# ملا عبداللطیف طسوجی
ملا عبداللطیف طسوجی (... - ۱۳۰۶–۱۲۹۴ ه‍. ق) نویسنده، مترجم و از فضلای عهد فتحعلی شاه و محمد شاه و اوایل عهد ناصری است. این شخص مردی فاضل بوده و کتاب لغت برهان قاطع را که دارای انحطاط فراوان می‌باشد در زمان سلطنت محمد شاه اصلاح کرده‌است.
وی از مردم طسوج آذربایجان و ساکن تبریز بود که از یک خانوادهٔ روحانی برخاست و فارسی و عربی و علوم دینی را فرا گرفت و به سلک روحانیون و اهل منبر درآمد و به دستور محمد شاه تعلیم و تربیت شاهزاده ناصرالدین میرزا ولیعهد را عهده‌دار گردید و با اینکه در آن زمان ملا باشی دیگری در تبریز بود، لقب ملاباشی گرفت و چون به حج رفت و بازآمد به حاجی ملاباشی معروف شد.
طسوجی در سال ۱۲۵۹ ه‍.ق به دستور شاهزاده بهمن میرزا، پسر چهارم عباس میرزا نایب‌السلطنه و برادر اعیانی محمدشاه قاجار، با همکاری میرزا محمد علی‌خان اصفهانی متخلص به سروش شمس الشعرا اصفهانی، ترجمه کتاب «الف لیلة و لیلة» را از عربی به فارسی با نام «هزار و یک شب» به‌عهده گرفت، ترجمه نثر این کتاب مربوط به طسوجی است و سروش نیز به‌جای اشعار عربی آن شعرهای فارسی سروده و انتخاب کرده‌است.

نخستین باری که ترجمه کتاب نامبرده چاپ شده در سال ۱۲۶۱ ه‍.ق در تبریز در چاپخانه سنگی به خط میرزا علی خوشنویس در کتاب المآثر و الآثار صفحه ۲۰۲راجع به میرزا عبداللطیف و ترجمه احوال آن چنین نوشته شده:
«میرزا عبداللطیف طسوجی ادیبی اریب بود و به حکم بندگان اعلیحضرت شهریاری دام سلطانه کتاب الف لیله و لیله را از عربی به فارسی نقل نمود و اثری لایق گذاشت…»
به سال ۱۲۶۴ ه‍. ق، محمدشاه درگذشت و ولیعهد با میرزا تقی خان امیرکبیر به تهران آمد. چون موکب شاه به قزوین رسید، حاجی ملا باشی به عذر پیری از امیرکبیر اجازهٔ سفر عتبات گرفت و فرزند خود را به ناصرالدین شاه سپرد و خود عازم عتبات شد. وی سال‌ها در نجف معتکف بود و همان‌جا درگذشت. درگذشت او به یقین پیش از سال ۱۲۹۷ ه‍.ق بوده‌است.
مسعود میرزا ظل السلطان با دختر ملا عبداللطیف ازدواج کرد.